# Katelyn Tarver
Katelyn Tarver (Glennville, 2 novembre 1989) è una cantautrice e attrice statunitense. Il suo ruolo di successo è stato quello di Jo Taylor nella serie televisiva Big Time Rush, dove interpretava il ruolo della giovane aspirante cantante/attrice ragazza di Kendall Knight (interpretato da Kendall Schmidt), membro della boy band che dà il nome alla serie.

## Storia
Katelyn, nasce a Glennville, il 2 novembre 1989. Da sempre amante della musica, ha iniziato ad esibirsi in concorsi locali (e presto nazionali), uno dei quali American Juniors, che l'ha portata al suo primo tour internazionale e ad un'introduzione al managment a Los Angeles.

## Biografia
La Tarver ha inciso due album pubblicati dalla Jonas Records: Wonderful Crazy e A Little More Free.
Il 29 gennaio 2010, la Tarver ha fatto il suo debutto in Big Time Rush. Il suo episodio di debutto fu Big Time Love Song, che andò in onda il 5 febbraio 2010. In Big Time Break-Up, andato in onda il 25 giugno 2011, ha accettato un ruolo in un film in Nuova Zelanda che l'avrebbe dovuta tener lontana da Kendall per 3 anni. Tornò nella stagione 3 nell'episodio Big Time Surprise, che andò in onda il 22 settembre 2012.

## Vita privata
La Tarver ha sposato David Blaise il 19 luglio 2014.

## Discografia

### Album
- 2005 - Wonderful Crazy
- 2011 - A Little More Free

### EP's
- 2017 - Tired Eyes
- 2018 - Kool Aid

## Filmografia
- No Ordinary Family - serie TV, 5 episodi (2010-2011)
- Big Time Rush - serie TV, 34 episodi (2010-2013)
- Mayhem, regia di Richard Blake e A.I. Moore - cortometraggio (2012)
- La vita segreta di una teenager americana (The Secret Life of the American Teenager) - serie TV, 8 episodi (2012)
- Dead on Campus, regia di Curtis Crawford - film TV (2014)
- Famous in love-serie TV, 5 episodi (2017)

## Videografia
- ' ' 2011 Worldwide - Big Time Rush